# Gregory Springer
Gregory Thomas Springer (ur. 13 lutego 1961 w Woodland Hills, dzielnicy Los Angeles) – amerykański wioślarz, srebrny medalista olimpijski.

## Kariera
Wystąpił na igrzyskach olimpijskich w Los Angeles w 1984, gdzie osada USA w składzie: Thomas Kiefer, Gregory Springer, Michael Bach, Edward Ives i John Stillings (sternik) zdobyła srebrny medal w czwórkach ze sternikiem. W finale A o 1,64 sekundy przegrali z osadą Wielkiej Brytanii, a o 3,40 sekundy wyprzedzili osadę Nowej Zelandii. Brał także udział w igrzyskach olimpijskich w Barcelonie w 1992, zajmując dziewiąte miejsce w dwójkach ze sternikiem.
Ponadto zdobył złoty medal w czwórkach ze sternikiem na igrzyskach panamerykańskich w Caracas (1983). Był też między innymi piąty w czwórkach ze sternikiem na mistrzostwach świata w Hazewinkel (1985).
Kształcił się na Uniwersytecie Kalifornijskim w Irvine, uzyskując dyplom z fizyki. Po zakończeniu kariery pracował jako ranczer.